# 青鴍
青鴍，是中国传说的妖鸟,当它和黄鷔、青鸟、黄鸟聚在一起的时候，代表国家灭亡，记载于《山海经》。在一座叫玄丹山的山，山上有一批五彩斑斕的鳥,長著人的臉且長頭髮。分别有青鴍、黃鷔、青鳥、黃鳥,這些鳥在哪個國家聚集,哪個國家就會滅亡。

## 原文
有玄丹之山。有五色之鸟，人面有发。爰有青鴍(wén)、黄鷔(áo)，青鸟、黄鸟，其所集者其国亡。

## 参看
中国妖怪列表